# 아이팟 나노
아이팟 나노(iPod nano)는 미국 애플사에서 판매하는 MP3 플레이어이다. 기존의 아이팟이 대부분 하드디스크를 저장장치로 사용하는 것에 반해, 아이팟 나노는 플래시 메모리를 저장장치로 사용하여 아주 가볍고 얇다. 2005년 9월에 아이팟 미니의 대체품으로 1세대를 처음 선보였으며, 7세대까지 출시되었었다. 2010년 7월 27일 iPod shuffle과 함께 마지막 세대인 7세대 출시 이후 5년여만에 단종되었다.
지원되는 오디오 포맷
- AAC (초당 16 ~ 320 Kb)
- 보호된 AAC (아이튠즈 스토어를 통해 이용 가능)
- MP3 (초당 16 ~ 320 Kb / VBR 파일도 이용 가능.)
- 오더블 (포맷 2·3·4)
- ALAC
- AIFF
- WAV

## 개발
아이팟 나노의 디자인 개발은 불과 출시 9개월 전에 시작되었다. 그리고 2005년 9월, 애플은 2GB와 4GB의 용량의 모델과 두 가지(검은색, 흰색)의 색깔의 아이팟 나노를 출시하였다. 2006년 2월 7일에는 1GB의 아이팟 나노를 출시하였다. 또한 애플은 아이팟 나노에 적용할 수 있는 암밴드, 실리콘 튜브 등의 악세서리도 판매하기 시작했다.

## 모델

### 1세대

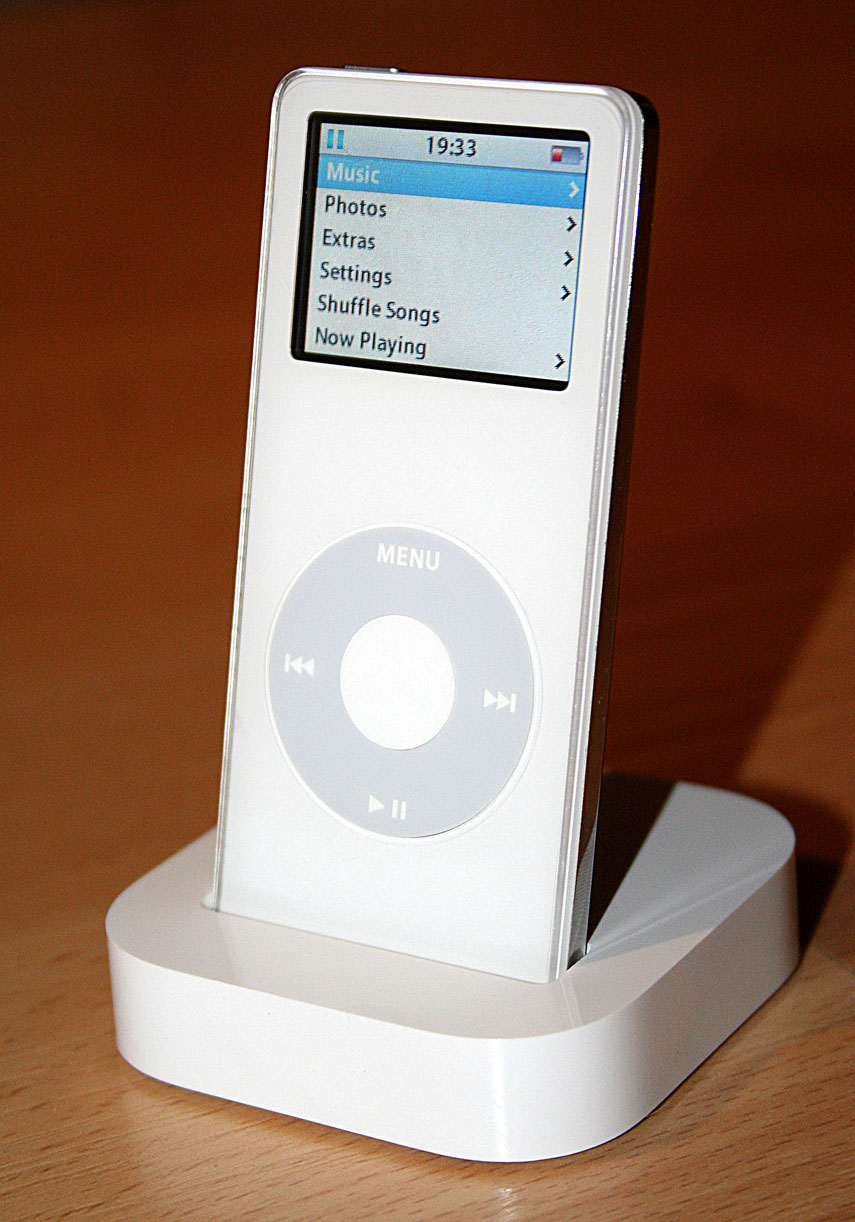
흰색 아이팟 나노 1세대.

아이팟 나노 1세대의 크기는 다음과 같다: 너비 40mm, 길이 90mm, 두께 6.9mm, 무게 42g. 재생 시간은 14시간 정도이며, 화면은 176×132 픽셀과 대각선 길이가 38mm이다. 또한, 65,536 색상 (16비트 색상)을 지원한다. 앞면은 내부도장처리가 된 투명 아크릴, 뒷면은 스테인리스 스틸로 되어있고, 낸드 플래시를 지원한다. 검정과 흰색 등 모두 2가지의 색상이 있으며, 용량은 총 2GB, 4GB 등 2가지가 있다. 가격은 2GB가 미국 달러로 $199, 4GB가 $249로 출시되었다.

### 2세대

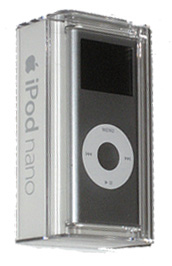
포장된 아이팟 나노 2세대.

2006년 9월 12일, 아이팟 나노 2세대가 공개되었다. 아이팟 나노 2세대는 아이팟 미니 2세대와 표면의 재료와 출시된 색상이 같다. 이전의 아이팟 미니 디자인과 같이 외부가 산화피막 알루미늄으로 처리되어 있어 표면이 잘 긁히지 않는 것이 특징이다. 색상은 은색, 녹색, 파랑, 핑크, 검정 등 총 5가지로 확대되었다. 다른 점은 버튼 색깔이 아이팟 나노와 '버튼'의 색이 일치하지 않는다는 것이다. 하지만, 검은색 아이팟은 '검은색 휠'을 가지고 있다. 아이팟 나노 2세대는 "더 밝은, 더 선명한 화면"을 특징으로 한다. 재생 시간은 14~24시간 정도이며, 용량은 2, 4, 8GB가 있다. 아이팟 나노 2세대는 '다음 곡으로 넘어갈 때 끊어짐 없는 음악 재생', 새로운 검색 기능, 40% 밝아진 화면을 지원한다. 2GB 용량은 은색만 가능하며, 4GB 용량은 처음에 녹색, 파랑, 핑크, 은색의 아이팟만 가능했다. 8GB 용량은 처음에 검은색 모델만 가능했으나, 나중에 PRODUCT RED가 추가되었다. 애플은 아이팟 나노 2세대의 포장이 "1세대보다 32% 더 가볍고, 부피가 52% 더 작아졌다."라고 주장하고, 그것 때문에 환경 오염을 줄이고 동시에 운송비를 줄였다고 한다.
아이팟 나노 2세대 PRODUCT RED'는 2006년 10월 13일에 공개되었다.

### 3세대

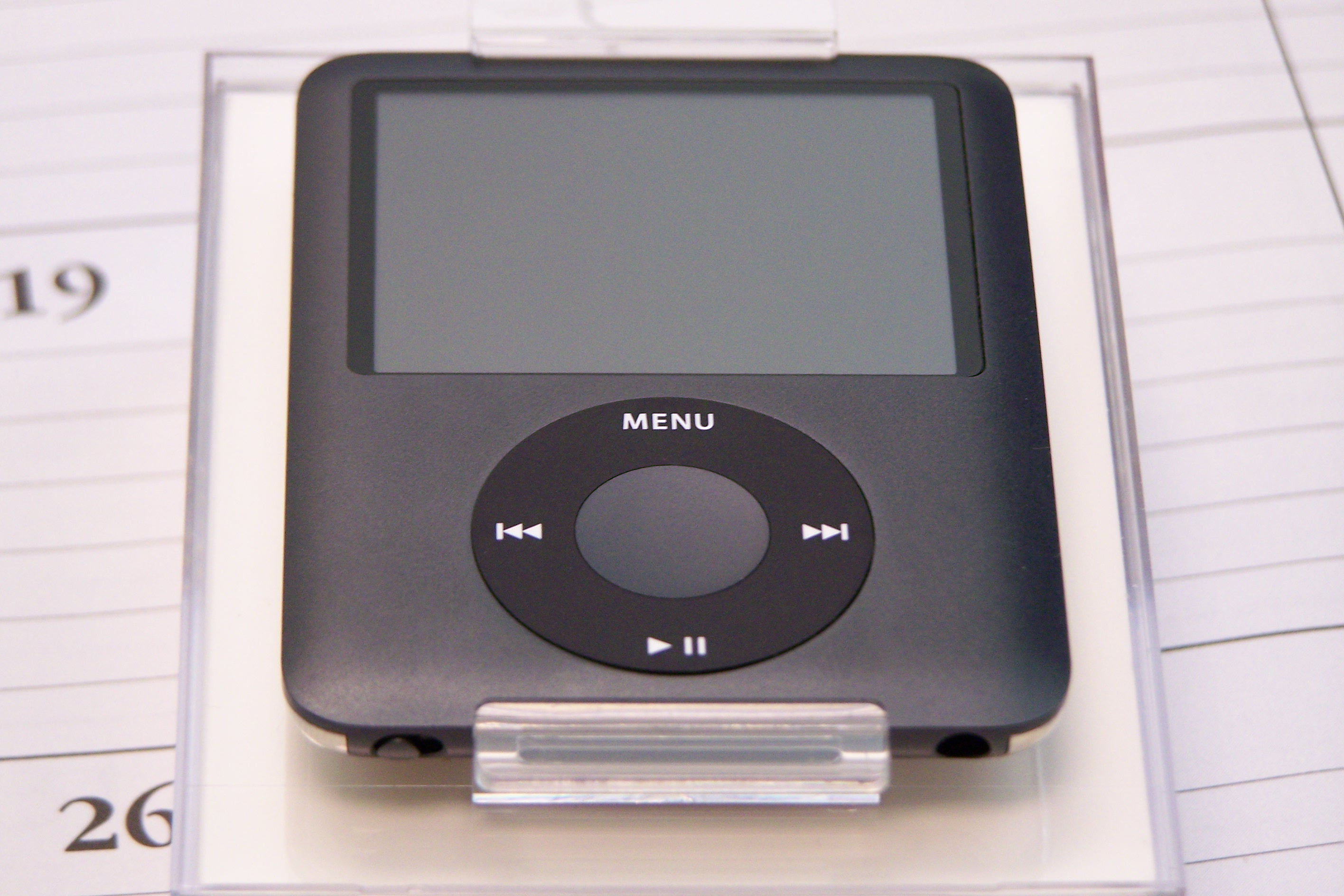
8 GB 용량의 검은색 아이팟 나노 3세대.

애플은 2007년 9월 5일에 아이팟 나노 3세대를 발표하였다. 아이팟 나노 3세대는 2인치 QVGA 화면과 길이가 짧고, 너비가 길고, 무거운 디자인과 이전 세대와 다른 새로운 색상이 특징이다. 새로운 기능은 커버 플로라는 것이다. 커버 플로는 3차원 그래픽 인터페이스로, 음악을 재생하고 여러 가지 기능을 다룰 수 있다. 은색만 지원하는 4GB 용량과, 청록색·은색·민트 그린·검정·PRODUCT RED 색상을 지원하는 8GB 용량이 공개되었다. 음악을 재생할 경우에는 배터리가 약 24시간 동안 지속되며, 비디오를 재생할 경우에는 약 5시간 동안 지속된다. 2008년 1월 22일, 애플은 핑크 색상의 아이팟 나노를 공개하였다. 이 핑크 색상은 8GB 용량만 지원되었다.
아이팟 나노 3세대는 이전 세대의 특징들을 결합하였다. 앞면은 2세대와 동일한 산화피막 알루미늄으로 되어 있고, 뒷면은 1세대와 동일한 스테인리스 스틸로 되어 있다. 3세대에는 새롭게 아이팟 셔플의 전원 스위치와 비슷한 작은 '홀드 스위치'를 추가했다.
2007년 10월 6일, 애플은 아이튠스를 통해 1.0.2 버전의 펌웨어 업데이트를 실시했다. 이 업데이트에는 커버 플로와 더 빠른 메뉴 검색 등 여러 기능이 업데이트되었다. 2007년 11월 28일에는, 버그를 수정하는 1.0.3 버전의 펌웨어 업데이트를 하였다. 2008년 1월 15일, '아이튠스 영화 대여' 기능과 음악에 '가사'를 삽입하는 기능을 추가했다. 이후에도, 애플은 2008년 5월과 7월에 각각 1.1.2 버전과 1.1.3 버전의 펌웨어 업데이트를 실시하였다.

### 4세대

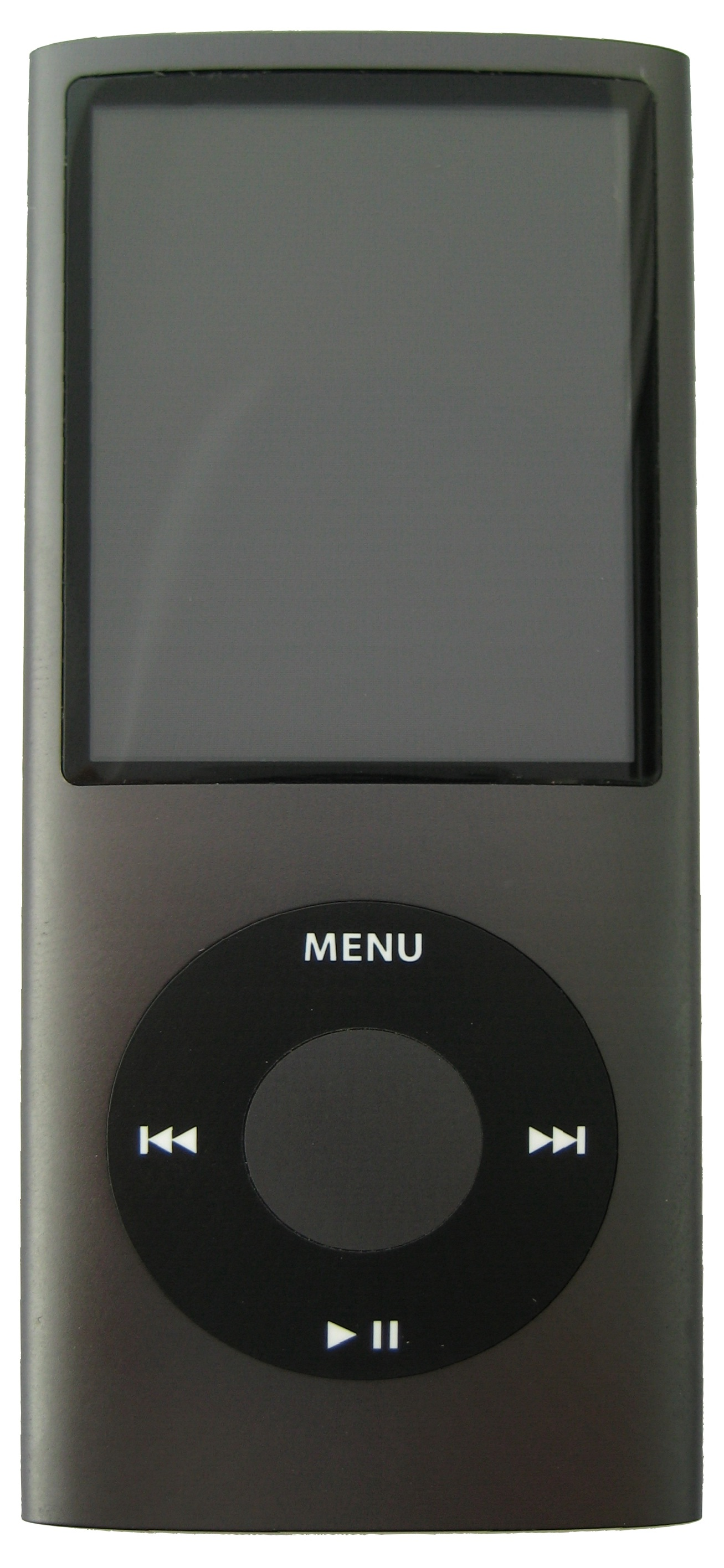
아이팟 나노 4세대.

아이팟 나노 4세대는 'Apple Let's Rock Event'에서 2008년 9월 10일에 공식 발표되었다. 4세대에서는, 3세대 이전의 모델처럼 다시 너비가 짧고 길이가 긴 모양이 되었다. 길이가 90.7mm, 너비가 38.7mm, 두께가 6.2mm이며 무게가 36.8g이었다. 표면은 2세대처럼 앞면과 뒷면, 둘 다 산화피막 알루미늄으로 되어 있지만 앞뒷면이 평면이 아닌 곡면이다. 애플은 음악 재생을 할 경우 24시간 동안 배터리가 지속되며, 비디오를 재생할 경우에는 3세대보다 짧은 4시간 동안 지속된다.
색상은 은색·검정·보라·하늘색·녹색·노랑·오렌지·빨강·핑크 등 총 9개의 색이 있다. 또한, 아이팟 나노를 흔들면 음악이 임의로 재생되고 가로로 눕히면 화면을 90도 회전시키는 등의 기능을 제공하는 '가속도 및 중력 센서'가 포함되어 있다. 비디오는 '가로 모드'에서만 재생이 된다. 사용자 인터페이스는 새로운 하드웨어의 디자인과 어울리는 것으로 새롭게 개편되었다. '애플 호환 이어폰'이 아이팟 나노에 접속되었을 때 자동적으로 '음성 녹음'이 추가되는 기능과 'Genius' 기능이 더해졌다. 'Genius' 기능은 애플에 의해 만들어진 알고리즘을 이용해 선택한 곡들을 조합시켜 어울리는 곡들로 이루어진 재생목록을 자동적으로 생성하는 기능이다.
게다가, 애플은 아이팟 나노 4세대는 "애플이 지금까지 만든 아이팟 중 가장 친환경적인 제품"이라고 주장했다. 비소가 없는 유리와 폴리염화비닐, 수은, '브롬계 내연제'가 없는 디자인으로 만들어졌다. 아이팟 나노 4세대는 4GB(유럽 일부 제한), 8GB, 16GB의 용량을 제공한다(4GB는 후에 고용량 제품에 대항하기 위해 단종되었다). 아이팟 퀴즈 게임(iPod Quiz game)이 사라졌으며, 대신에 가속도 및 중력 센서를 이용하는 미로 퍼즐이 추가되었다.
4세대부터는 파이어와이어를 이용한 전송이 완전히 불가능해지면서, 일부 거치대와의 충전과 동시에 음악을 듣는 일이 불가능해졌다.

### 5세대

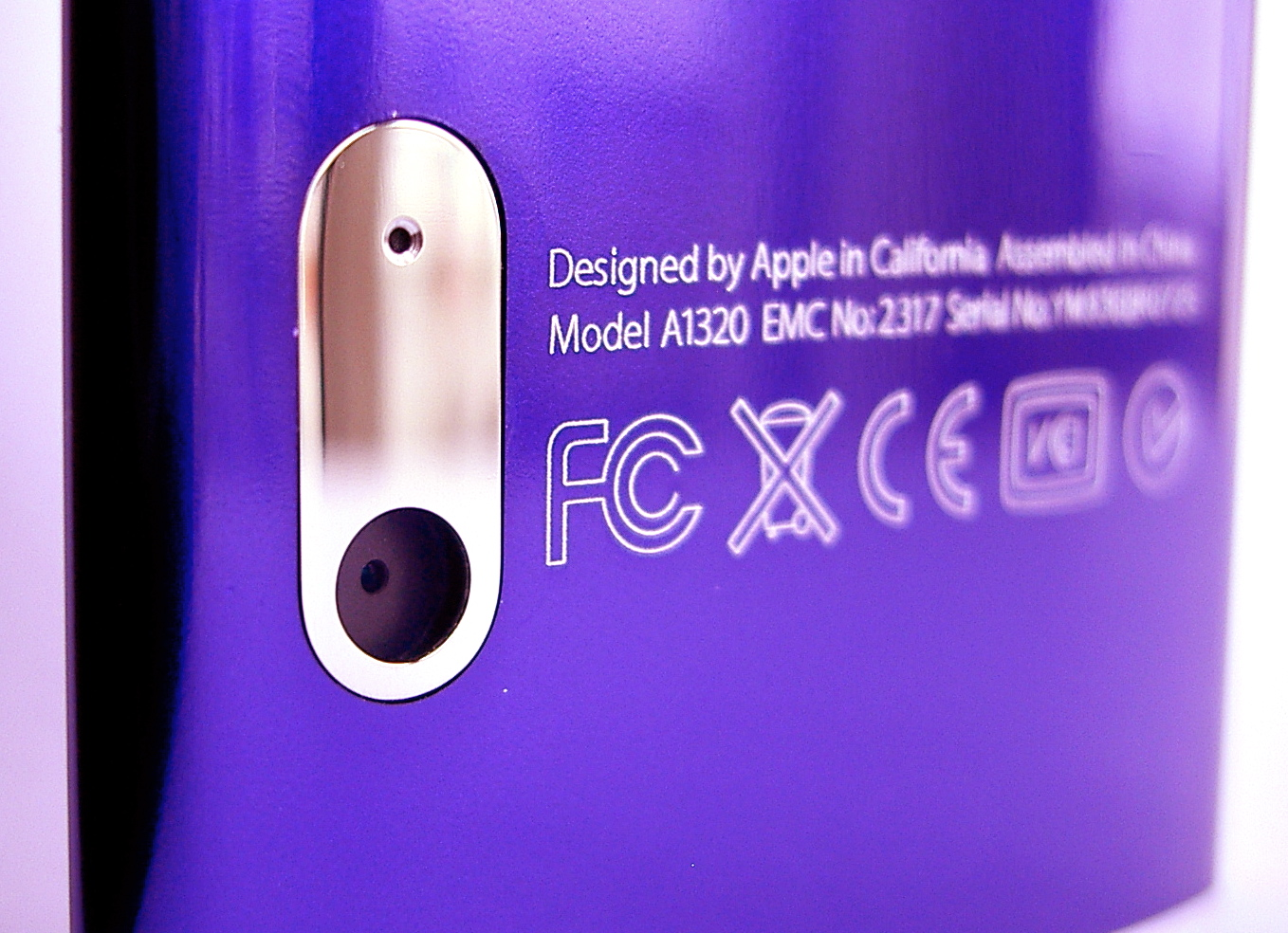
아이팟 나노 5세대 뒷면에 있는 비디오 카메라와 마이크로폰.

아이팟 나노 5세대는 2009년 9월 10일 발표되었다. 5세대는 4세대에 비해 가격이 내려가고 더 커졌다. 출시 당시에, 8GB는 미국 달러로 $149, 16GB는 $179이었다. 56.3mm의 더 커진 화면의 대각선 길이와 너비도 더 넓어졌다. 기능에는 16가지 특수 효과 기능을 사용할 수 있는 '비디오 카메라', 마이크로폰, RDS을 통한 FM 라디오가 포함되었다.
또한 아이팟 나노 5세대는 '라디오 생방송 녹음', 내장 만보계, Nike+iPod과 스피커를 갖추고 있다. 5세대는 은색·검정·보라·파랑·녹색·핑크·PRODUCT RED 등 총 9개의 색상이 있다. 유광코팅을 적용한 것 외에는 4세대와 큰 차이가 없다. PRODUCT RED와 노란색 아이팟 나노 5세대는 애플 온라인 상점과 애플 스토어에서만 구입이 가능하다.

### 6세대

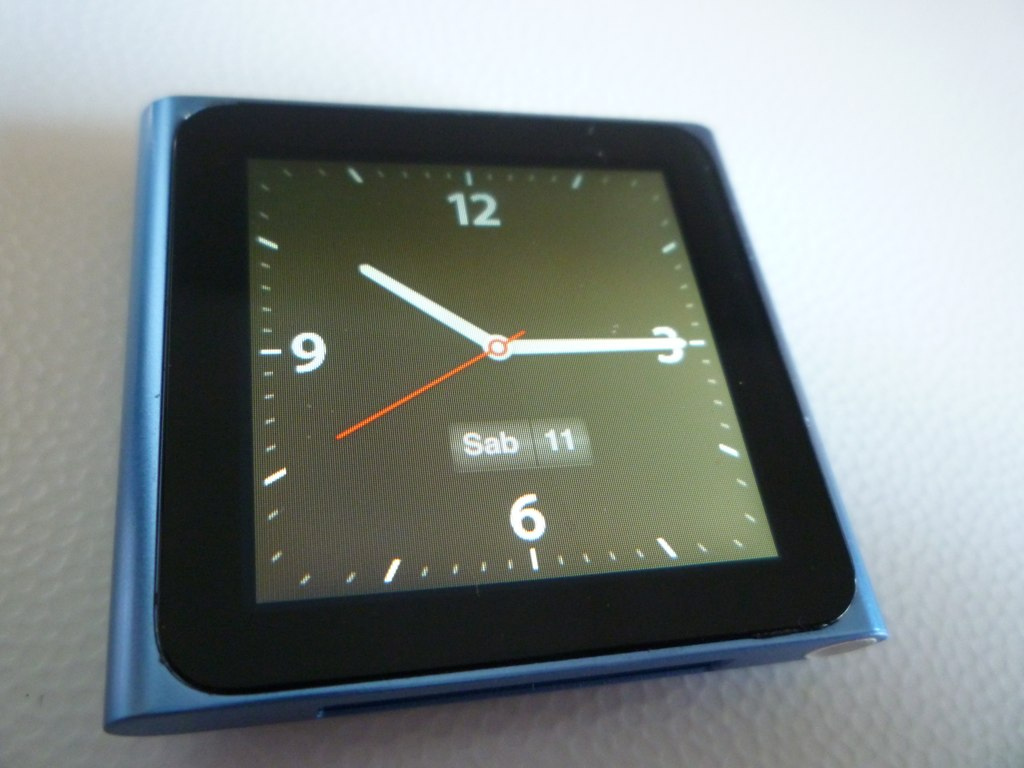
파란색 아이팟 나노 6세대.

2010년 9월 8일, 아이팟 나노 6세대가 발표되었다. 새로운 기능이 많이 추가되었고, 고해상도 정사각형 터치스크린을 갖추고 있다.
아이팟 나노 6세대는 1.54인치 저해상도 240×240픽셀 멀티터치 스크린을 장착하였다. 저해상도라고 하지만, 220PPI를 가지고 있다. 3.7볼트를 기록하고 시간당 0.39W를 사용하는 배터리를 장착했다. 단 한 번의 충전으로 10시간 동안 음악 재생을 할 수 있고, 3시간이면 충전이 완료된다. 6세대는 이전 세대와 같이 30핀 거치대 연결대를 가지고 있다.비디오카메라, 내장 마이크, 내장 스피커, 게임 기능, 비디오 재생이 불가능해졌다. 하지만, 비디오 팟캐스트와 뮤직 비디오가 동기화될 수 있으며, 재생될 경우 단 한 장의 프레임만 스크린에 표시된다. 5세대에 있었던 기능인 Nike+iPod과 FM 라디오 기능은 남아있다.
2011년 2월 28일에, 1.1 버전의 펌웨어 업그레이드가 있었다. 이 업데이트에서는 '잠자기/깨우기' 버튼을 두 번 누르면 다음 곡으로 넘어가거나 '재생/일시정지'를 할 수 있는 기능과 또한 해당 버튼을 길게 누르면 완전히 전원이 꺼지는 기능이 추가되었다. 2011년 10월 4일에는 1.2 버전의 업데이트가 애플의 "Let's Talk iPhone" 행사에서 발표되었다. 홈 버튼의 아이콘의 크기를 조정할 수 있는 기능, 향상된 피트니스 앱, 18가지의 시계 표시 기능, 추가된 배경화면이 주된 업데이트 내용이다. 역시 5세대와 같이 PRODUCT RED는 온라인 애플 스토어에서만 구입이 가능하다.
8GB와 16GB 모델이 있으며, 은색·회색·파란색·녹색·오렌지색·핑크·PRODUCT RED 등 총 7가지 색이 있다. 8 GB 모델의 제조원가는 5만원에 약간 못 미치는 수준인 4만9000원 수준인것으로 밝혀졌다.

### 7세대
2012년 9월 12일, 아이팟 나노 7세대가 발표되었다. 새로운 디자인을 선보였으며,
종전 6세대보다 더 커진 2.5인치 터치스크린을 갖추고 있다.
아이팟 나노 7세대는 2.5인치 240×432픽셀 멀티터치 스크린을 장착하였다. 이는 1인치당 202개의 픽셀이 있다는 202PPI의 스크린이다.
단 한 번의 충전으로 20시간 동안 음악 재생을 할 수 있고, 약 3시간이면 충전이 완료된다.
7세대는 이전 세대와 달리 Lightning-USB 케이블 연결대를 가지고 있다.
이전 5세대와 같이 비디오카메라, 내장 마이크, 내장 스피커, 게임 기능은 불가능하지만, 비디오를 동기화하여 재생하는 것이 가능해졌다. 또한 5세대부터 있었던 기능인 Nike+iPod과 FM 라디오 기능은 남아있다.
16GB 모델이 있으며, 슬레이트·실버·퍼플·핑크·옐로우·그린·블루·PRODUCT RED 등 총 8가지 색상이 있으며, 2013년 9월 10일에는 슬레이트 색상이 단종되고 스페이스 그레이 색상으로 대체되었다.
2015년 7월 15일부터는 스페이스 그레이·골드·실버·핑크·블루·PRODUCT RED 등 총 6가지 색상으로 변경되었다.

### (PRODUCT)RED 특별판
2006년 10월 13일 PRODUCT RED 특별판이 공개되었다. 용량은 8 GB이며, 애플은 이 제품을 판매하여 얻은 수익의 일부를 AIDS 퇴치 사업에 기부한다. 가격은 기존에 출시되었던 모델과 동일하다. 2세대 (PRODUCT)RED Special Edition이 출시된 이후, 3세대와 4세대까지 이어지고 있는 특별판이다. (아이팟 셔플도 이와 같은 제품이 있었으나, 2세대의 일부 모델에서만 발매되었다. 온라인 상점인 애플 스토어에서만 판매를 하며, 3세대에서는 최고용량인 8 GB만 있으며, 산화피막 처리된 빨간색이다. 빨간색의 강렬함은 2세대 보다 덜하다고들 한다. 4세대는 16 GB 버전만 (PRODUCT)RED 제품이 있다. 7세대 제품도 (PRODUCT)RED 제품이 있다.

## 제품 구성
- 아이팟 나노
- 애플 EarPods 또는 EarBirds
- Lightning 케이블 또는 3핀 케이블
- 빠른 시작 가이드

## 제품 사양
| 세대 및 모양 | 세대 및 모양             | 용량 | 색                                                                                  | 연결 방법                                | 출시 일자        | 최소 OS 사양                                  | 배터리 지속 시간 (시간)   | 화면 (픽셀)                         | 메인보드 RAM | 크기                  | 무게             |
| ------------ | ------------------------ | --- | ----------------------------------------------------------------------------------- | ---------------------------------------- | ---------------- | --------------------------------------------- | ------------------------- | ----------------------------------- | ------------ | --------------------- | ---------------- |
| 1            | 아이팟 나노 1세대        | 1 GB | 검은색 흰색                                                                         | USB (파이어와이어는 충전용으로서만 사용) | 2006년 2월 7일   | 맥: 10.3.4 윈도: 2000 아이튠즈 5 및 이후 버전 | 오디오: 14 슬라이드 쇼: 4 | 176×132 0.168 mm 도트피치           | 32 MB        | 89 mm 41 mm 6.9 mm    | 42.5 g (1.5 oz)  |
| 1            | 아이팟 나노 1세대        | 2 GB | 검은색 흰색                                                                         | USB (파이어와이어는 충전용으로서만 사용) | 2005년 9월 7일   | 맥: 10.3.4 윈도: 2000 아이튠즈 5 및 이후 버전 | 오디오: 14 슬라이드 쇼: 4 | 176×132 0.168 mm 도트피치           | 32 MB        | 89 mm 41 mm 6.9 mm    | 42.5 g (1.5 oz)  |
| 1            | 아이팟 나노 1세대        | 4 GB | 검은색 흰색                                                                         | USB (파이어와이어는 충전용으로서만 사용) | 2005년 9월 7일   | 맥: 10.3.4 윈도: 2000 아이튠즈 5 및 이후 버전 | 오디오: 14 슬라이드 쇼: 4 | 176×132 0.168 mm 도트피치           | 32 MB        | 89 mm 41 mm 6.9 mm    | 42.5 g (1.5 oz)  |
| 1            | 아이팟 나노 1세대        | 미니를 대체함. 이미지 표시를 위한 컬러 스크린; 1 GB 버전은 추후에 발표되었다. |                                                                                     |                                          |                  |                                               |                           |                                     |              |                       |                  |
| 2            | 아이팟 나노 2세대        | 2 GB | 은색                                                                                | USB (파이어와이어는 충전용으로서만 사용) | 2006년 9월 12일  | 맥: 10.3.9 윈도: 2000 아이튠즈 7 및 이후 버전 | 오디오: 24 슬라이드 쇼: 5 | 176×132 0.168 mm 도트피치.          | 32 MB        | 89 mm 41 mm 6.6 mm    | 40 g (1.41 oz)   |
| 2            | 아이팟 나노 2세대        | 4 GB | 은색 파란색 초록색 분홍색                                                           | USB (파이어와이어는 충전용으로서만 사용) | 2006년 9월 12일  | 맥: 10.3.9 윈도: 2000 아이튠즈 7 및 이후 버전 | 오디오: 24 슬라이드 쇼: 5 | 176×132 0.168 mm 도트피치.          | 32 MB        | 89 mm 41 mm 6.6 mm    | 40 g (1.41 oz)   |
| 2            | 아이팟 나노 2세대        | 4 GB | (Product) Red 스페셜 에디션*                                                        | USB (파이어와이어는 충전용으로서만 사용) | 2006년 10월 13일 | 맥: 10.3.9 윈도: 2000 아이튠즈 7 및 이후 버전 | 오디오: 24 슬라이드 쇼: 5 | 176×132 0.168 mm 도트피치.          | 32 MB        | 89 mm 41 mm 6.6 mm    | 40 g (1.41 oz)   |
| 2            | 아이팟 나노 2세대        | 8 GB | 검은색                                                                              | USB (파이어와이어는 충전용으로서만 사용) | 2006년 9월 12일  | 맥: 10.3.9 윈도: 2000 아이튠즈 7 및 이후 버전 | 오디오: 24 슬라이드 쇼: 5 | 176×132 0.168 mm 도트피치.          | 32 MB        | 89 mm 41 mm 6.6 mm    | 40 g (1.41 oz)   |
| 2            | 아이팟 나노 2세대        | 8 GB | (Product) Red 스페셜 에디션*                                                        | USB (파이어와이어는 충전용으로서만 사용) | 2006년 11월 3일  | 맥: 10.3.9 윈도: 2000 아이튠즈 7 및 이후 버전 | 오디오: 24 슬라이드 쇼: 5 | 176×132 0.168 mm 도트피치.          | 32 MB        | 89 mm 41 mm 6.6 mm    | 40 g (1.41 oz)   |
| 2            | 아이팟 나노 2세대        | 위 아래에 산화피막 알루미늄 포장으로 덮여있음; 6개의 색. |                                                                                     |                                          |                  |                                               |                           |                                     |              |                       |                  |
| 3            | 아이팟 나노 3세대 4 GB   | 4 GB | 은색                                                                                | USB (파이어와이어는 충전용으로서만 사용) | 2007년 9월 5일   | 맥: 10.4.8 윈도: XP 아이튠즈 7.4 및 이후 버전 | 오디오: 24 비디오: 5      | 320×240 204 ppi                     | 32 MB        | 70 mm 52 mm 6.6 mm    | 49.3 g (1.74 oz) |
| 3            | 아이팟 나노 3세대 4 GB   | 8 GB | 은색 청록색 민트 그린 검정 (Product) Red 스페셜 에디션*                             | USB (파이어와이어는 충전용으로서만 사용) | 2007년 9월 5일   | 맥: 10.4.8 윈도: XP 아이튠즈 7.4 및 이후 버전 | 오디오: 24 비디오: 5      | 320×240 204 ppi                     | 32 MB        | 70 mm 52 mm 6.6 mm    | 49.3 g (1.74 oz) |
| 3            | 아이팟 나노 3세대 4 GB   | 8 GB | 분홍색                                                                              | USB (파이어와이어는 충전용으로서만 사용) | 2008년 1월 22일  | 맥: 10.4.8 윈도: XP 아이튠즈 7.4 및 이후 버전 | 오디오: 24 비디오: 5      | 320×240 204 ppi                     | 32 MB        | 70 mm 52 mm 6.6 mm    | 49.3 g (1.74 oz) |
| 3            | 아이팟 나노 3세대 4 GB   | 51 mm QVGA 화면; 밝은 색상은 그림자가 지고 뒷면이 도금됨; 새로운 인터페이스; 비디오 재생 가능. |                                                                                     |                                          |                  |                                               |                           |                                     |              |                       |                  |
| 4            | 아이팟 나노 4세대 검은색 | 8 GB | 은색 검은색 보라색 파란색 초록색 노란색 주황색 분홍색 (Product) Red 스페셜 에디션*  | USB                                      | 2008년 9월 9일   | 맥: 10.4.11 윈도: XP 아이튠즈 8 및 이후 버전  | 오디오: 24 비디오: 4      | 240×320 204 ppi                     | 32 MB        | 91 mm 38 mm 6.1 mm    | 36.8 g (1.3 oz)  |
| 4            | 아이팟 나노 4세대 검은색 | 16 GB | 은색 검은색 보라색 파란색 초록색 노란색 주황색 분홍색 (Product) Red 스페셜 에디션*  | USB                                      | 2008년 9월 9일   | 맥: 10.4.11 윈도: XP 아이튠즈 8 및 이후 버전  | 오디오: 24 비디오: 4      | 240×320 204 ppi                     | 32 MB        | 91 mm 38 mm 6.1 mm    | 36.8 g (1.3 oz)  |
| 4            | 아이팟 나노 4세대 검은색 | 곡면 처리 및 여러 가지 색상; 개선된 인터페이스; 녹음 기능; "흔들어서 임의 재생"; 가속도 및 중력 센서; 제한된 4 GB 모델 |                                                                                     |                                          |                  |                                               |                           |                                     |              |                       |                  |
| 5            | 아이팟 나노 5세대        | 8 GB | 은색 검은색 보라색 파란색 초록색 노란색* 주황색 분홍색 (Product) Red 스페셜 에디션* | USB                                      | 2009년 9월 13일  | 맥: 10.4.11 윈도: XP 아이튠즈 9 및 이후 버전  | 오디오: 24 비디오: 5      | 240×376 204 ppi 0.3 메가픽셀 카메라 | 64 MB        | 91 mm 38 mm 6.1 mm    | 36.3 g (1.28 oz) |
| 5            | 아이팟 나노 5세대        | 16 GB | 은색 검은색 보라색 파란색 초록색 노란색* 주황색 분홍색 (Product) Red 스페셜 에디션* | USB                                      | 2009년 9월 13일  | 맥: 10.4.11 윈도: XP 아이튠즈 9 및 이후 버전  | 오디오: 24 비디오: 5      | 240×376 204 ppi 0.3 메가픽셀 카메라 | 64 MB        | 91 mm 38 mm 6.1 mm    | 36.3 g (1.28 oz) |
| 5            | 아이팟 나노 5세대        | 유광 코팅된 알루미늄 포장. 더 커진 화면, 비디오 카메라, FM 라디오, 녹음기 및 만보계 내장. |                                                                                     |                                          |                  |                                               |                           |                                     |              |                       |                  |
| 6            | 아이팟 나노 6세대        | 8 GB | 은색 옅은 회색 파란색 초록색 주황색 분홍색 (Product) Red 스페셜 에디션*             | USB                                      | 2010년 9월 1일   | 맥: 10.5.8 윈도: XP 아이튠즈 10 및 이후 버전  | 오디오: 24                | 240×240 220 ppi                     | 64 MB        | 37.5 mm 41 mm 8.78 mm | 21.1 g (0.74 oz) |
| 6            | 아이팟 나노 6세대        | 16 GB | 은색 옅은 회색 파란색 초록색 주황색 분홍색 (Product) Red 스페셜 에디션*             | USB                                      | 2010년 9월 1일   | 맥: 10.5.8 윈도: XP 아이튠즈 10 및 이후 버전  | 오디오: 24                | 240×240 220 ppi                     | 64 MB        | 37.5 mm 41 mm 8.78 mm | 21.1 g (0.74 oz) |
| 6            | 아이팟 나노 6세대        | 멀티터치 스크린. 클릭휠, 카메라, 비디오 기능 제거. 1.1 OS 업데이트는 아이팟이 완전히 꺼지지 않는 버그에서 업데이트 됨. 유럽, 일본, 호주를 제외한 지역에서 5세대와 같은 가격대. '흔들어서 임의 재생', '만보계', 'FM 라디오' 기능을 포함한 iOS와 같은 인터페이스로 구성됨. 1.2 OS 업데이트는 NIKE 리시버나 신발에 센서를 부착할 필요없이 NIKE+iPOD을 이용할 수 있도록 업데이트 됨. - – 애플 스토어에서만 판매. |                                                                                     |                                          |                  |                                               |                           |                                     |              |                       |                  |

## 사진

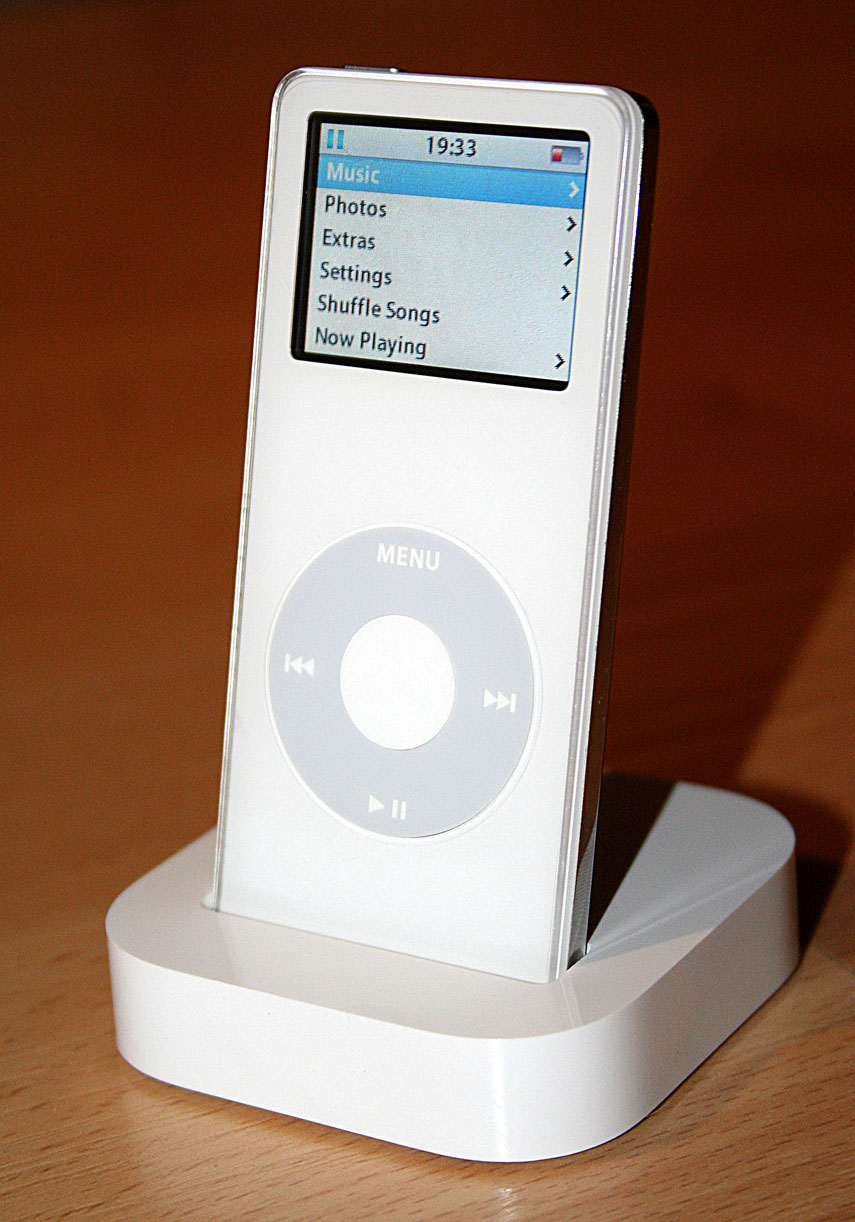
아이팟 나노 1세대 화이트와 독
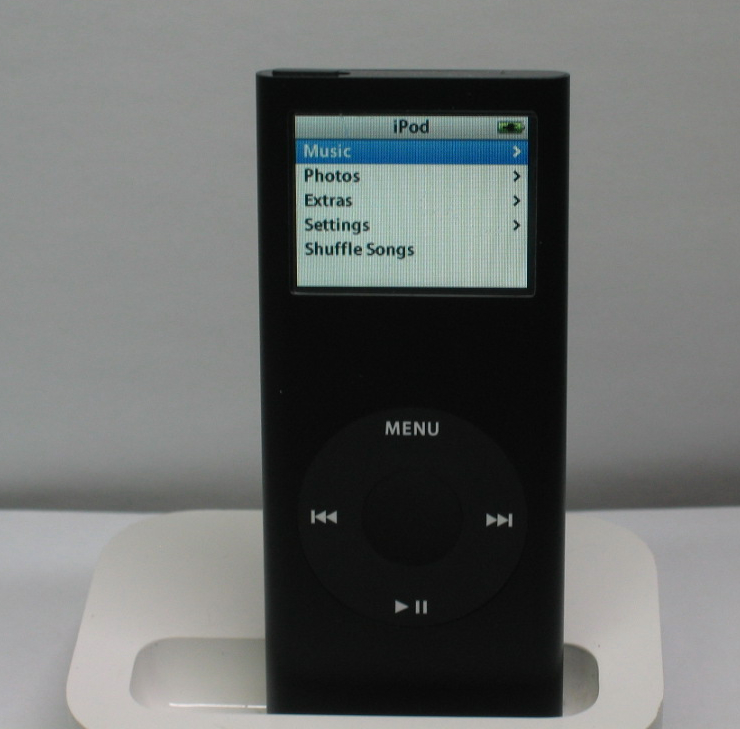
아이팟 나노 2세대
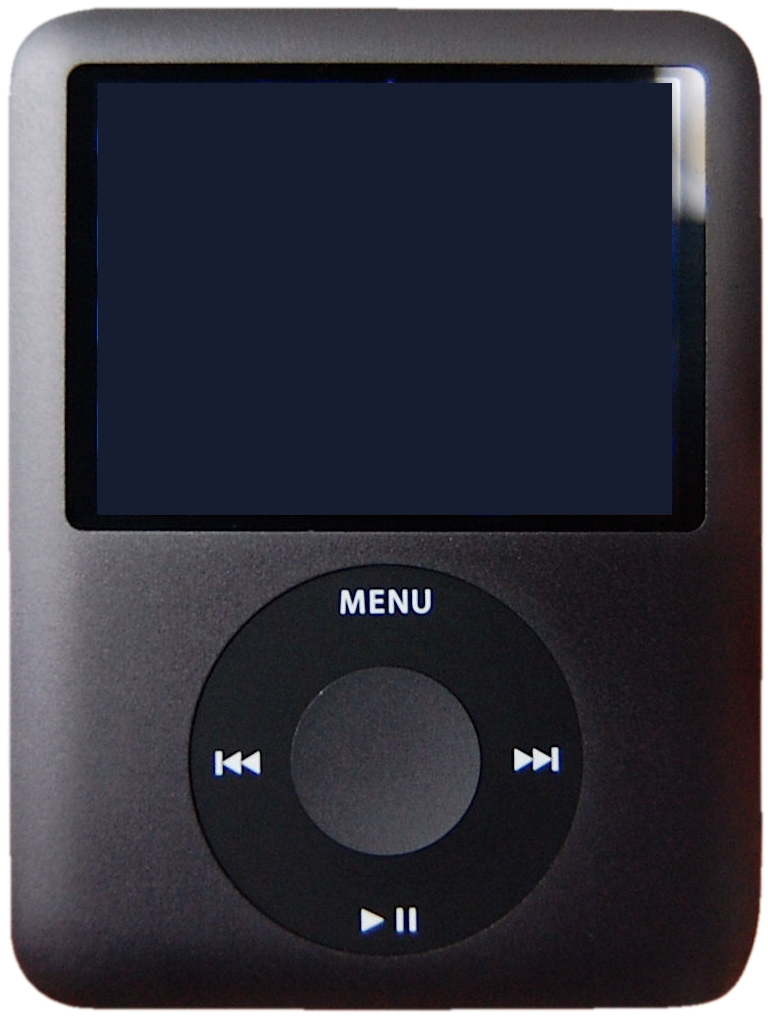
아이팟 나노 3세대
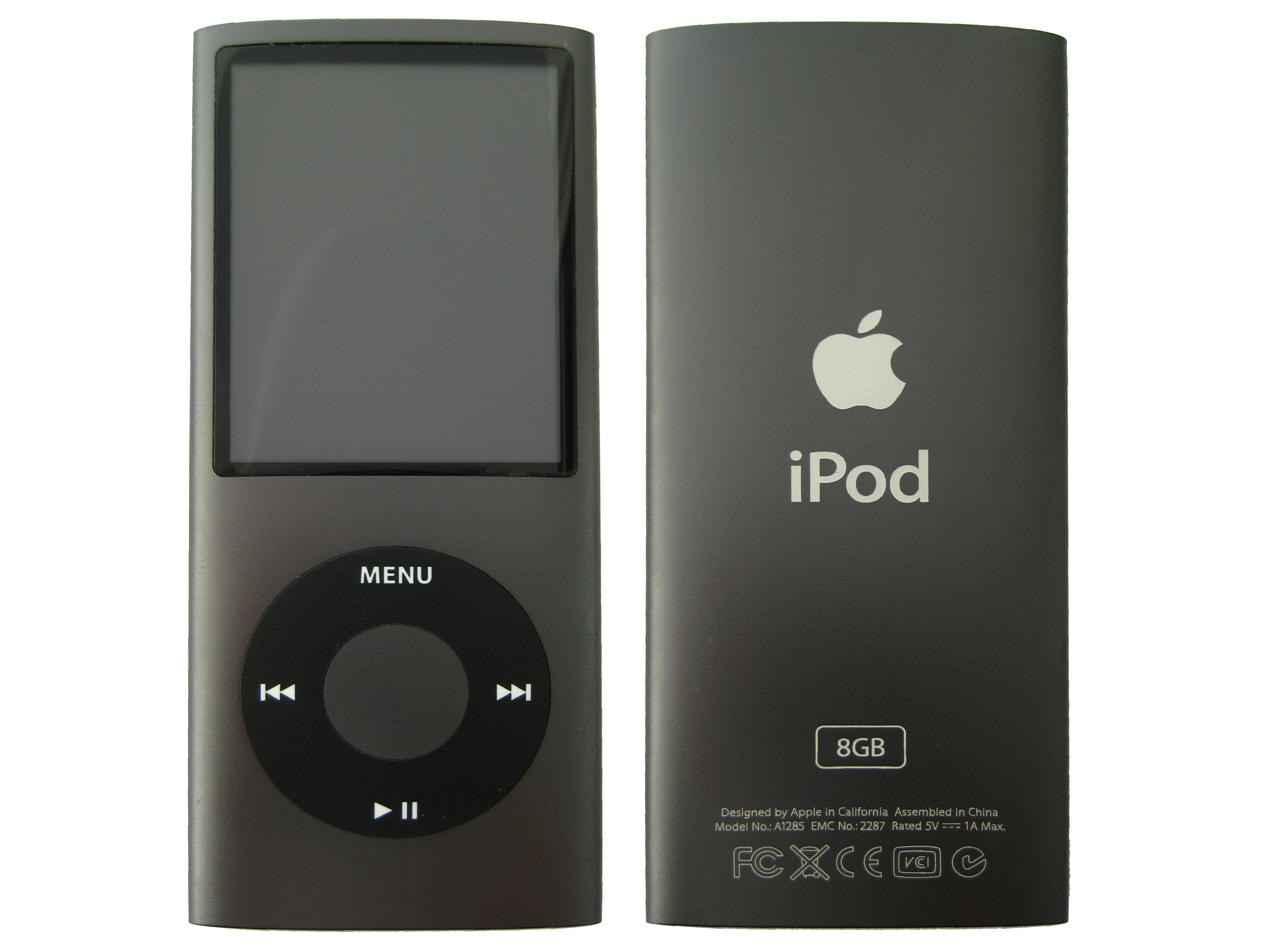
아이팟 나노 4세대
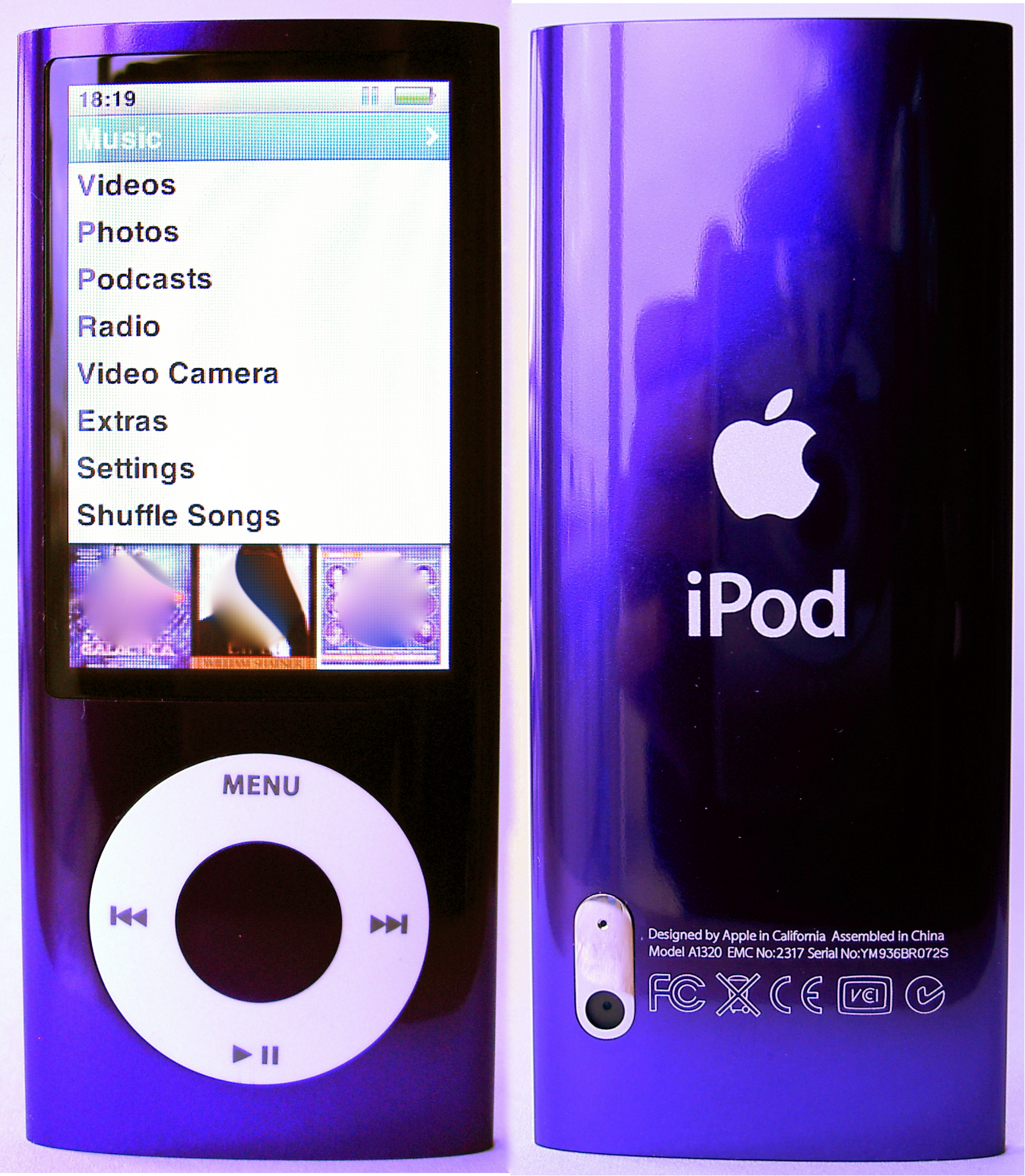
아이팟 나노 5세대
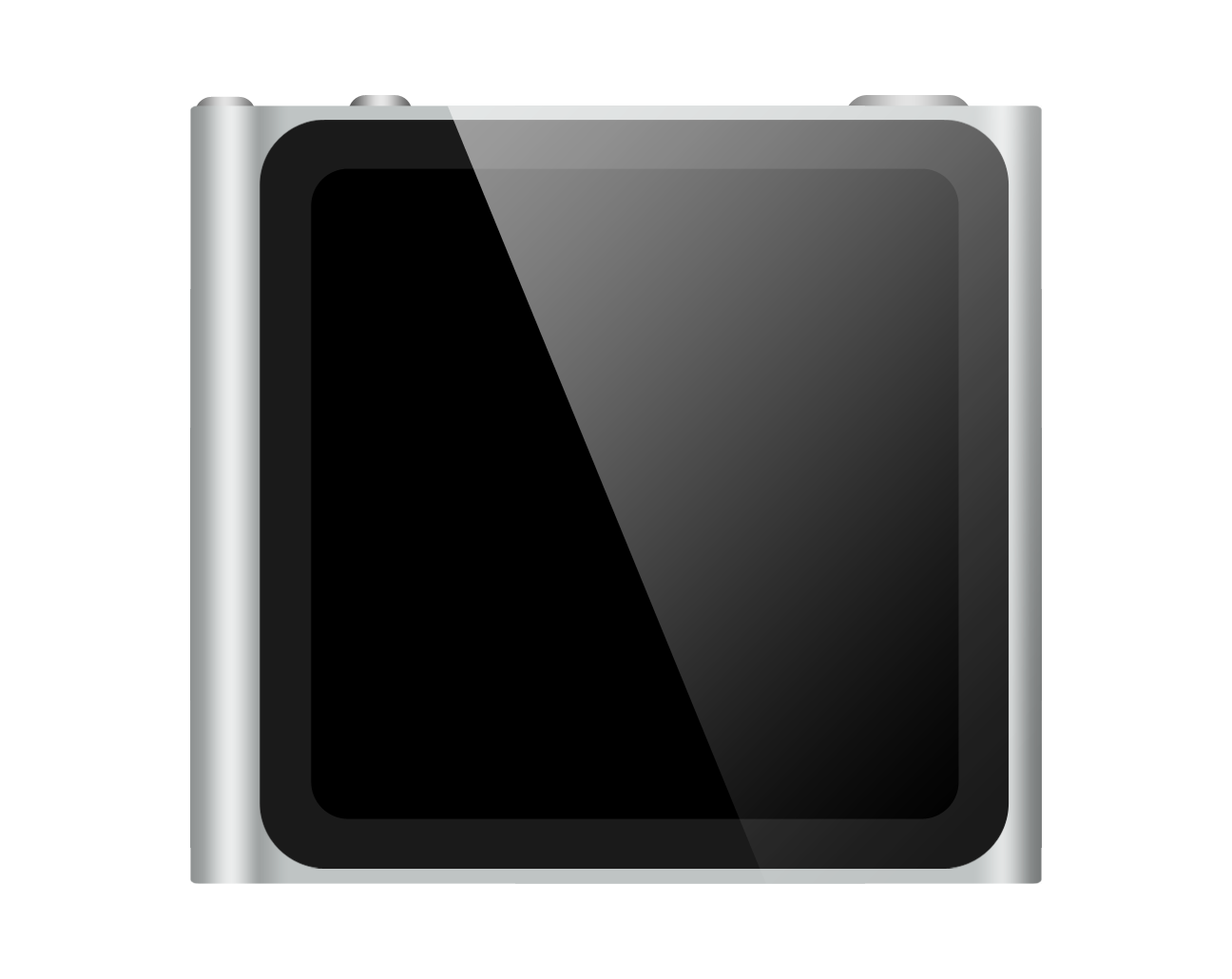
아이팟 나노 6세대
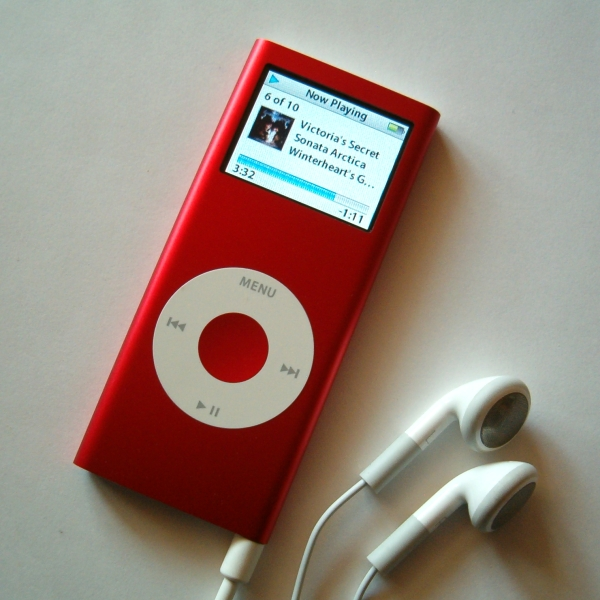
아이팟 나노 2세대 (PRODUCT)RED
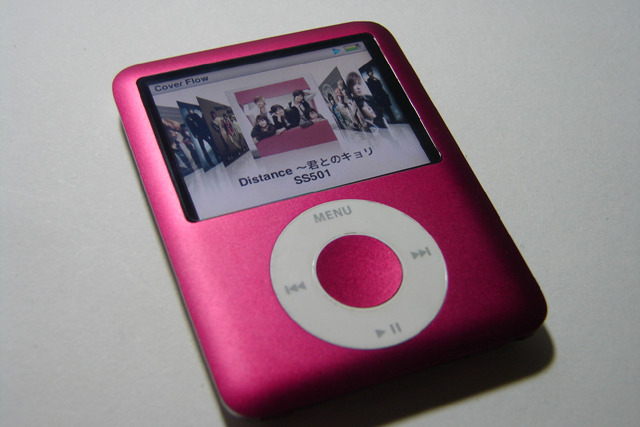
아이팟 나노 3세대 (PRODUCT)RED
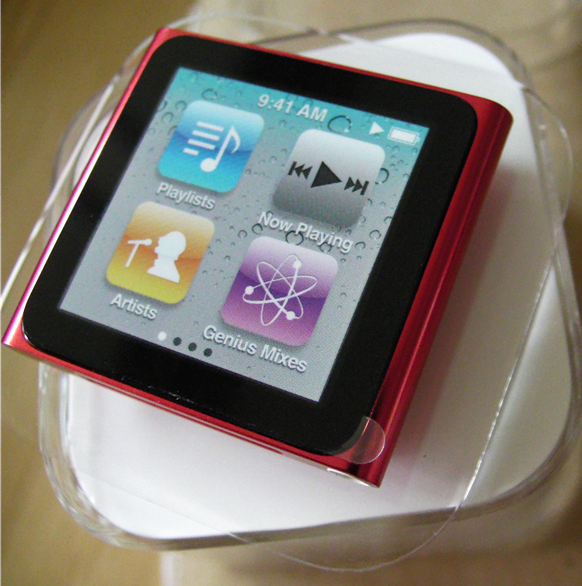
아이팟 나노 6세대 (PRODUCT)RED

## 같이 보기
- 애플
- 아이팟 셔플
- 아이팟 터치
- 아이튠즈
- 아이튠즈 스토어